# Герб Сан-Марино
Герб Сан-Марино з'явився в XIV столітті. Це символ свободи й суверенітету найстарішої республіки у світі.

## Опис
Герб є зображенням дванадцяти гірських масивів Монте-Титано — місця, де розташована країна. На трьох вершинах цих масивів видно символічні зображення трьох будівель — замків Гуаїта, Честа і Монтале, донжони яких закінчуються масивними металевими флюгерами. На малюнку герба у кожної башти є геральдичний плюмаж зі страусового пір'я. Під баштами розміщено напис латиною «Libertas», тобто «Свобода». Цей напис знаходиться на гербі не тільки для нагадування про багатовікову боротьбу народу Сан-Марино проти завойовників, але також є уособленням відданості благородним традиціям демократії в цій республіці. Також напис пов'язують з останніми словами засновника Сан-Марино: «Залишаю вас вільними». Уряд Сан-Марино не раз надавав політичний притулок патріотам інших країн, які рятувалися від репресій та гонінь.
Слід зазначити, що корона, яка увінчує фігурний щит, у цьому випадку не розглядається, як символ королівської влади — Сан-Марино завжди був республікою. Це зображення, перш за все вказує на суверенітет та незалежність держави. Геральдичний щит на якому розміщено малюнок герба, оточують дві гілки — дубова і лаврова, які означають стабільність та захист свободи.
У початковому варіанті герба, на трьох горах веж не було зовсім, зображались тільки вершини гір, які диміли подібно вулканам. Через деякий час на горах почали зображати вівтарі. Був навіть період, коли на горах зображалися людські голови. Врешті-решт, з часом на них з'явилося символічне зображення трьох фортець країни. Такий вид, герб має і в наш час. Поле геральдичного щита, на якому розміщується малюнок, спочатку було забарвлено в білий колір, який у 1797 році був замінений на блакитний. Такий вигляд, який герб має в наш час, остаточно він отримав у 1862 році. На державному прапорі країни герб зображається у центрі полотнища.
Також герб Сан-Марино прикрашає емблему Футбольної федерації Сан-Марино (FSGC).